# Liste der Bodendenkmäler in Ergersheim (Mittelfranken)
Auf dieser Seite sind die Bodendenkmäler in der mittelfränkischen Gemeinde Ergersheim zusammengestellt. Diese Tabelle ist eine Teilliste der Liste der Bodendenkmäler in Bayern. Grundlage ist die Bayerische Denkmalliste, die auf Basis des Bayerischen Denkmalschutzgesetzes vom 1. Oktober 1973 erstmals erstellt wurde und seither durch das Bayerische Landesamt für Denkmalpflege geführt wird. Die folgenden Angaben ersetzen nicht die rechtsverbindliche Auskunft der Denkmalschutzbehörde.

## Bodendenkmäler in Ergersheim
| Lage       | Objekt                                                                                      | Akten-Nr.     | Bild |
| ---------- | ------------------------------------------------------------------------------------------- | ------------- | ---- |
| (Standort) | Höhensiedlung des Neolithikums und der Hallstattzeit sowie Burgstall des Mittelalters.      | D-5-6427-0004 |      |
| (Standort) | Freilandstation des Mesolithikums und Siedlung des Neolithikums.                            | D-5-6427-0005 |      |
| (Standort) | Freilandstation des Mesolithikums und Siedlung vorgeschichtlicher Zeitstellung              | D-5-6427-0006 |      |
| (Standort) | Bestattungsplatz der Metallzeiten.                                                          | D-5-6427-0010 |      |
| (Standort) | Bestattungsplatz der Spätbronzezeit.                                                        | D-5-6427-0011 |      |
| (Standort) | Siedlung vor- und frühgeschichtlicher Zeitstellung.                                         | D-5-6427-0021 |      |
| (Standort) | Siedlung des Neolithikums und der Latènezeit.                                               | D-5-6427-0022 |      |
| (Standort) | Siedlung der Linearbandkeramik, der späten Bronze-, der Hallstatt- und der Latènezeit.      | D-5-6427-0023 |      |
| (Standort) | Siedlung des Neolithikums.                                                                  | D-5-6427-0025 |      |
| (Standort) | Siedlung des Neolithikums.                                                                  | D-5-6427-0026 |      |
| (Standort) | Siedlung vor- und frühgeschichtlicher Zeitstellung.                                         | D-5-6427-0028 |      |
| (Standort) | Siedlung des Alt- und Jungneolithikums sowie der späten Latènezeit.                         | D-5-6427-0029 |      |
| (Standort) | Siedlung des Neolithikums.                                                                  | D-5-6427-0032 |      |
| (Standort) | Siedlung des Neolithikums.                                                                  | D-5-6427-0035 |      |
| (Standort) | Siedlung des Neolithikums.                                                                  | D-5-6427-0037 |      |
| (Standort) | Siedlung der Urnenfelder- und Hallstattzeit.                                                | D-5-6427-0191 |      |
| (Standort) | Mittelalterliche und frühneuzeitliche Befunde im Bereich der Evang.-Luth. Pfarrkirche       | D-5-6427-0207 |      |
| (Standort) | Siedlung der Urnenfelderzeit                                                                | D-5-6427-0217 |      |
| (Standort) | Mittelalterliche und frühneuzeitliche Befunde im Bereich der Evang.-Luth. Pfarrkirche       | D-5-6427-0225 |      |
| (Standort) | Mittelalterliche und frühneuzeitliche Befunde im Bereich der Evang.-Luth. Kapelle           | D-5-6427-0226 |      |
| (Standort) | Mittelalterliche und frühneuzeitliche Befunde im Bereich der Evang.-Luth. Kirche            | D-5-6427-0230 |      |
| (Standort) | Abschnittsbefestigung mit Höhensiedlung des Spät- bis Endneolithikums.                      | D-5-6428-0054 |      |
| (Standort) | Siedlung des Neolithikums, der Urnenfelder-, Latène- und der mittleren römischen Kaiserzeit | D-5-6428-0055 |      |
| (Standort) | Siedlung der Urnenfelder-, Latène- und der römischen Kaiserzeit.                            | D-5-6428-0056 |      |
| (Standort) | Siedlung vorgeschichtlicher Zeitstellung.                                                   | D-5-6428-0058 |      |
| (Standort) | Siedlung der Latènezeit.                                                                    | D-5-6428-0059 |      |
| (Standort) | Siedlung des Neolithikums und der Latènezeit sowie Bestattungsplatz mit Körpergrab          | D-5-6428-0061 |      |
| (Standort) | Siedlung vorgeschichtlicher Zeitstellung.                                                   | D-5-6428-0184 |      |
| (Standort) | Siedlung des Neolithikums und der Bronze- und Urnenfelderzeit.                              | D-5-6428-0218 |      |
| (Standort) | Siedlung vor- und frühgeschichtlicher Zeitstellung.                                         | D-5-6428-0219 |      |
| (Standort) | Dolinenfeld mit endneolithischen, bronzezeitlichen und urnenfelderzeitlichen Befunden       | D-5-6428-0252 |      |
| (Standort) | Siedlungsniederschläge des Endneolithikums und der Metallzeiten.                            | D-5-6428-0258 |      |
| (Standort) | Siedlung des Neolithikums und der Latènezeit.                                               | D-5-6527-0026 |      |
| (Standort) | Siedlung des Neolithikums, der Urnenfelder-, Hallstatt- und Spätlatènezeit.                 | D-5-6527-0028 |      |
| (Standort) | Siedlung des Neolithikums.                                                                  | D-5-6527-0029 |      |
| (Standort) | Siedlung der Linearbandkeramik.                                                             | D-5-6527-0032 |      |
| (Standort) | Siedlung der Linearbandkeramik.                                                             | D-5-6527-0056 |      |
| (Standort) | Siedlung vorgeschichtlicher Zeitstellung.                                                   | D-5-6527-0330 |      |